# Ingrid Espelid Hovig

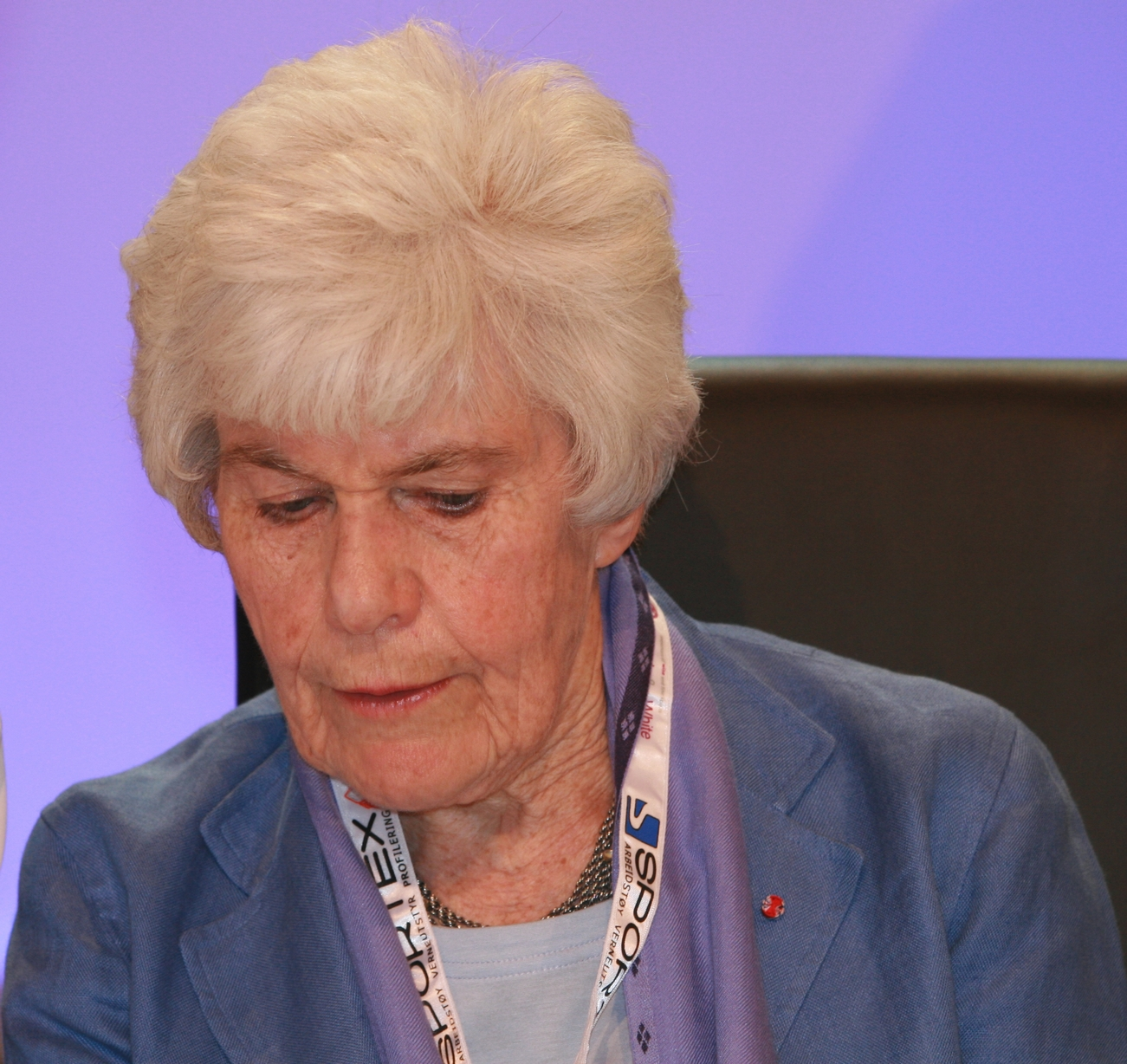
Ingrid Espelid Hovig, 2008

Ingrid Espelid Hovig (* 3. Juni 1924 in Askøy; † 3. August 2018) war eine norwegische Fernsehmoderatorin, Hauswirtschaftslehrerin und Autorin. Bekanntheit erlangte sie unter anderem durch ihre von 1964 bis 1998 ausgestrahlte Kochsendung Fjernsynskjøkkenet.

## Leben
Hovig wuchs in Askøy nähe der Stadt Bergen auf. Im Jahr 1947 erhielt sie die Hochschulreife. Anschließend besuchte sie bis 1949 die staatliche Schule für Hauswirtschaftslehrerinnen Statens lærerinneskole i husstell in Stabekk. Danach begann sie Kurse über Kochen und Ernährung zu geben. So arbeitete sie längere Zeit für die Opplysningsutvalget for fisk, deren Ziel die Steigerung des Verbrauchs von Fischen und Meeresfrüchten war. Hovig reiste dabei von 1952 bis 1962 durch Norwegen und zeigte, wie man Fischgerichte zubereiten konnte. Auch aufgrund ihrer Erfahrungen mit öffentlichen Auftritten nutzte der norwegische Rundfunk Norsk rikskringkasting (NRK), als dieser mit dem Probe-Fernsehbetrieb begann, Ingrid Espelid Hovig als Beraterin.
Von 1964 bis 1968 sowie erneut von 1970 bis 1996 arbeitete Hovig als Programmsekretärin des Fernsehangebots bei NRK. Im Jahr 1965 begann sie ihre eigene Kochsendung Fjernsynskjøkkenet zu leiten. Diese entwickelte sich zu einer der meistgesehenen Sendungen. Hovig reiste in der Zeit, in der die Sendung lief, unter anderem durch Norwegen und ins Ausland, um einerseits die verschiedenen Essenstraditionen in Norwegen abzubilden und andererseits um Reportagen über die Zubereitung von Essen in verschiedenen Kulturkreisen zu zeigen. Hovig vermied dabei Zutaten, die nicht im gesamten Norwegen zu beschaffen waren, um allen Zuschauern das Nachkochen zu ermöglichen. Zudem achtete sie darauf, gesunde Lebensmittel zu verwenden. Des Öfteren stellte sie auch französische Gerichte vor, die sie bei Aufenthalten in Paris kennen gelernt hatte. Neben ihrer Tätigkeit fürs Fernsehen schrieb sie über 50 Kochbücher. Im Jahr 1998 wurde die letzte von mehr als 300 Episoden von Fjernsynskjøkkenet gesendet. Beim Fernsehpreis Gullruten erhielt sie 1999 den Ehrenpreis.
Hovig war mit dem Architekten Jan Inge Hovig (1920–1977) verheiratet. Ihr Ehemann starb neun Tage nach der Hochzeit. Im Oktober 2013 veröffentlichte Ingar Sletten Kolloen die Biografie Ingrid über Ingrid Espelid Hovig. Sie starb am 3. August 2018 im Alter von 94 Jahren.

## Auszeichnungen
- 1986: Kringkastingsprisen
- 1994: Sankt-Olav-Orden (Ritter, 1. Klasse)
- 1999: Gullruten (Ehrenpreis)

## Werke (Auswahl)
- 1968: Ingrid Espelid ber til bords
- 1970: Som ein dråpe i sand: To år i Uganda
- 1976: Bli slank med et smil
- 1981: Mine beste kjøkkentips (mit Hans Jebsen)
- 1984: God mat = god ernæring (mit Kaare R. Norum)
- 1985: Velkommen til mitt kjøkken
- 1989: Gyldendals nye store kokebok